# Johann Baptist Allgaier

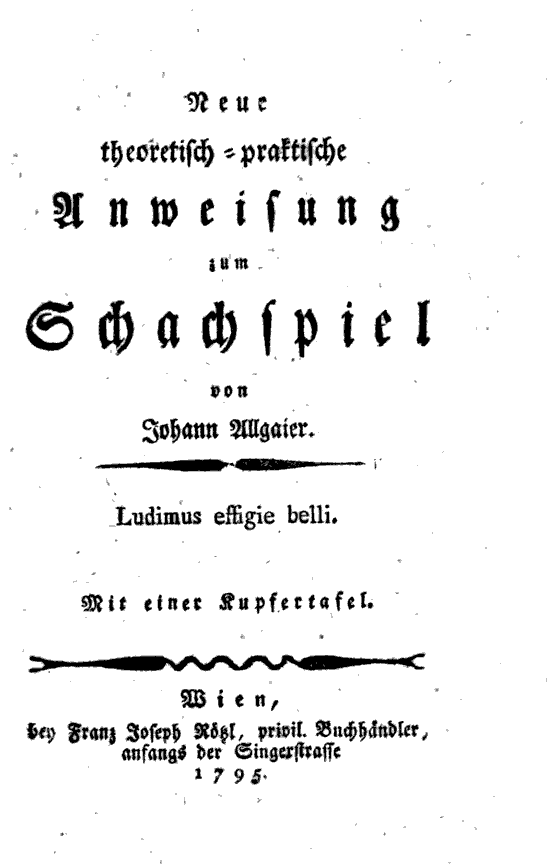
Primera pàgina del llibre d'Allgaier Neue theoretisch-praktische Anweisung zum Schachspiel (1795)

Johann Baptist Allgaier (Bad Schussenried, Württemberg, 19 de juny de 1763 - Viena, Arxiducat d'Àustria, 3 de gener de 1823) fou un Mestre i teòric dels escacs alemany i austríac. També va ser l'autor del primer llibre de text en alemany sobre els escacs: Neue theoretisch-praktische Anweisung zoom Schachspiel (Viena 1795–96) (a la imatge).

## Sobre la seva biografia
Es conteixen relativament pocs detalls de la vida d'Allgaier. Només uns pocs anys després de la seva mort ja s'havia perdut pràcticament tota la informació sobre la seva vida, incloses les dates de naixement i de mort. Daniel Fiske va viatjar a Viena entre el 1862 i el 1863 i va buscar als arxius de la ciutat tot cercant-ne detalls, però fou en va. Només el 1870 Anton Baron Reisner (un fundador del Wiener Schachklub i col·laborador de la Neue Berliner Schachzeitung), tot buscant als arxius i entrevistant alguns membres de la família d'Allgaier i altres que el van conèixer, va aconseguir de recuperar alguns detalls de la seva vida. Posteriorment es va descobrir que hi havia també alguna informació a les memòries de Karl Heinrich von Ritters Lang escrites el 1842, però desconegudes pels historiadors dels escacs de l'època.

## Biografia
La seva llengua materna era el dialecte suau. El seu pare, Georg Allgaier, treballava en un monestir com a Hofmeister, la persona que, en aquells dies, estava a càrrec de l'educació dels fills dels rics i les famílies nobles. El jove Johann va rebre una educació catòlica i va ser dirigit pel seu pare cap a l'estudi de la teologia. Després d'un viatge a Polònia, però va conèixer els escacs a través d'un jueu polonès, i el joc es va convertir en el seu principal interès a costa de l'estudi de la teologia. Posteriorment, el 1798, es va traslladar a Viena i es va allistar a l'exèrcit. A la capital austríaca, hi va poder millorar les seves habilitats en escacs. A finals dels 1790, va guanyar un matx important del qual va obtenir 1500 florins i la reputació de millor jugador de la ciutat. Això li va permetre l'accés als cercles aristocràtics de la capital, on va impartir classes d'escacs.
També es va convertir en el mestre dels fills i germans de l'emperador Francesc I d'Àustria. Va participar en les Guerres Napoleòniques entre Àustria i França. El 1809, va treballar en un hospital de campanya, on va emmalaltir d'asma crònica. Més tard es va traslladar a Praga, on va treballar a l'hospital militar. Va tornar a Viena el 1816, on l'Emperador li va donar, per raons de salut (asma), una pensió modesta. Amb la finalitat de fer una mica de diners addicionals, jugava als escacs en els cafès de Viena, i en particular al Zur Krone Goldenen, el lloc de trobada de molts jugadors forts a la capital, entre ells Anton Witthalm i el Comte Johann Somssich. Witthalm va ser una de les persones entrevistades per Anton Baron Reissner per reconstruir la vida d'Allgaier d'aquest període. Witthalm va informar que l'estil d'Allgaier era brillant i se centrava principalment en l'atac, mentre que per Somssich, per contra, era més cautelós i defensiu. A causa del seu estil, multitud d'espectadors es donaven cita en les instal·lacions de la cafeteria per admirar el seu brillant joc. Santo Vito, que va editar l'edició 6a i 7a del llibre d'Allgaier, va recollir algunes d'aquestes partides en un apèndix. Allgaier acceptava reptes de qualsevol persona per un florí. En el preu, per als jugadors més febles, també s'incloïa una breu lliçó del mestre després de la partida. De fet, Allgaier, la major part de la seva vida va haver de fer front a una escassetat constant de diners com es desprèn de les memòries de Karl Heinrich von Ritters Lang. Els problemes financers varen fer que, com altres jugadors, acceptés de fer anar El Turc de Mälzel, cosa que va fer el 1809. La partida jugada aquell any pel Turc contra Napoleó al Palau de Schönbrunn és atribuïda a Allgaier.
Els seus problemes financers li porten a acceptar l'oferta de Johann Mäzel d'introduir-se en l'autòmat El Turc en 1809. Una partida jugada aquest any pels turcs contra Napoleó en el Palau de Schönbrunn s'atribueix a Allgaier.
A la fi de desembre de 1822 fou ingressat a l'hospital militar de Viena i va morir als pocs dies d'hidropesia. El fet que morís en una institució pública, tot i que estava casat, és mostra, segons Anton Baron Reisner, de les penúries econòmiques d'Allgaier. Això fou confirmat pels papers de la seva herència que Reisner va poder veure.

## Llegat i influència en els escacs
Entre 1795 i 1796 va publicar a Viena (en dos volums) el seu llibre Neue theoretisch-praktische Anweisung zum Schachspiel, considerat en alguns llocs d'Europa com el millor llibre de text de l'època, amb diverses edicions, fins i tot després de la seva mort. La setena edició i última va ser l'any 1843.
En el seu tractat es fa evident que Allgaier coneixia molt bé la literatura d'escacs del seu temps. Va ser influenciat tant per les idees de Philidor com per les de l'Escola de Mòdena (Ercole del Rio, Giambattista Lolli i Domenico Ponziani). La influència del mestre francès va ser predominant, no obstant això, i Allgaier més tard va ser anomenat el "Philidor alemany".
Allgaier tenia una preferència particular pel flanc de rei amb majoria de peons, que ell considerava un avantatge decisiu, ja que pot avançar contra l'enroc enemic, com Philidor havia ensenyat en el seu tractat (per exemple e2-e4-e5, f2-f4, g2-g4, f4-f5, etc.) A diferència de Philidor, no obstant això, no pensava que després de 1.e4 e5, 2.Cf3 fos un moviment erroni. El mestre francès creia que aquest moviment estava malament, en principi, ja que evita que el peó f2 avanci i faci de suport, si cal, al peó e5. Les peces, segons Philidor, es desenvolupaven millor darrere dels peons i, en conseqüència, el cavall havia de ser col·locat a e2 o f3, però només després que el peó f es traslladés a f4.
Sovint, en l'anàlisi de Philidor, les blanques ocupen el centre amb e2-e4 seguit de c2-c3 i d2 d4, i a partir d'aquesta configuració, el francès avançava el peó d'e4 a e5, amb l'objectiu de guanyar espai al centre i el flanc de rei. Si l'oponent atacava el peó e5 amb... f6, Philidor el suportava amb f2-f4 i en cas de fxe5, continuava amb dxe5. En aquest punt, després d'haver arribat a una configuració en què les blanques tenien majoria en el flanc de rei, Philidor podria avançar els peons e, f, i possiblement el g, contra l'enroc.
D'acord amb Philidor, no és que l'atac fos necessàriament guanyador, sinó que, a causa del fet que les negres no podien evitar que l'oponent aconseguís una majoria al flanc de rei, el primer jugador tenia un avantatge decisiu i, amb un joc perfecte, les blanques sempre guanyarien la partida. L'Escola de Mòdena, en canvi, preferia desenvolupar les peces ràpidament, canviar un parell de peons al centre i concentrar totes les seves forces contra un objectiu específic (normalment al rei de l'oponent). Allgaier estava a mig camí entre les dues escoles, estava d'acord amb Philidor en la força de la majoria al flanc de rei, però al mateix temps sostenia que la seva experiència com a jugador i com a estudiant d'escacs el portava a creure que el joc de les peces all'italiana era una bona alternativa. Per tant, el moviment 2.Cf3, segons Allgaier, era perfectament jugable si anava seguit per d'una estratègia que condueixi a maximitzar la influència de les peces més que la dels peons. Les partides mostrades per Santo Vito, les quals, almenys algunes, van ser jugades probablement per Allgaier, mostren que era molt procliu al joc tàctic on les peces entren violentament en contacte i no tant als moviments lents d'infanteria pels quals havia advocat Philidor (un fet també confirmat per Witthalm).
És només en els seus escrits que sembla estar més prop de Philidor, les idees de qui estaven vigents en aquell moment. Des d'aquesta perspectiva, no és probablement una coincidència que la variant del gambit de rei anomenada posteriorment amb el seu nom (1.e4 e5 2.f4 exf4 3.Cf3 g5 4.h4 g4 5.Cg5, gambit Allgaier) sigui una obertura particularment aguda. Després de 5... h6, de fet, les blanques han de sacrificar el cavall amb 6.Cxf7, la qual cosa porta a un molt joc tàctic (anàlisi de l'autor en aquesta línia d'obertura figura en la quarta edició de la Neue Anweisung de 1819).

## Estil de joc i partides
En les edicions sisena i setena de la Neue Anweisung, Santo Vito hi afegí un apèndix que conté quatre partides jugades per forts jugadors a Viena. Anton Witthalm, entrevistat per Reissner, va afirmar que Allgaier tenia un estil molt tàctic del joc i les partides recopilades per Santo Vito (o almenys una part d'elles) així ho demostren. Aquestes partides són rares, i no es poden trobar en les bases de dades d'escacs comuns com ara ChessBase, 365chess, Chessbites o Chesslab i, per això, es copien aquí.
En el text original, no hi havia comentaris a les partides. La puntuació i les notes entre claudàtors provenen de l'anàlisi duta a terme amb el motor d'escacs Firebird 1.2. Les dues primeres partides mostren una lluita tàctica més complexa, la tercera, d'altra banda, denota una tècnica de finals molt pobre.
Erste Partie 

1.e4 e5 2.Cf3 d6 3.Ac4 f5 4.d4 fxe4 5.Cxe5 Ch6? 6.Axh6 dxe5 7.Dh5+ Rd7 8.Df5+ Rc6 9.Dxe4+? [9.Dxe5! gxh6? 10.Db5+ Rd6 11.Dd5+ Re7 12.De5+] 9...Rb6 10.Ae3 exd4 11.Axd4+ c5 12.Ae3 Cc6 13.Cc3 a6 14.Cd5+ Ra7 15.b4 Ad6 16.bxc5 Da5+ 17.c3? [17.Ad2!] 17...Axc5 18.0-0 Ad7 19.Tab1 Tae8 20.Axc5+ Dxc5 21.Df4 Ce5 22.Ab3 Ac6 23.c4 = b5? [23...Thf8] 24.Ce3 [24.cxb5! Axd5 25.Tfc1] 24...g5 25.Df6 Thf8 26.Dh6 bxc4 27.Cxc4 Txf2 28.Txf2 Dxf2+ 29.Rxf2 Cg4+ 30.Rg3 Cxh6= 31.Tf1 Te2 32.Tf2 Cf5+? [32...Txf2=] 33.Txf5 Txg2+ 34.Rh3 g4+ 35.Rh4 Af3 36.Tf7+ Rb8 37.Ce5 Txh2+ 38.Rg5 h6+ 39.Rf4 Tf2 40.Cxf3 Txf3+ 41.Rxg4 Txf7 42.Axf7 1–0
Zweite Partie 

1.e4 e5 2.Cf3 Cc6 3.Ac4 Cf6 4.Cg5 d5 5.exd5 Cxd5 6.Cxf7 Rxf7 7.Df3+ Re6 8.Cc3 Cce7 9.d4 c6 10.Ag5 h6 11.Axe7 Axe7 12.0-0-0? Ag5+ 13.Rb1 Tf8 14.De4 Tf4! [14...Tf5? 15.The1 +−] 15.Dxe5+ Rf7 16.Cxd5 cxd5 17.Axd5+ Rf8 18.Ab3 Tf5 19.De4 Dc7 [19...De8!=] 20.Dd3 [20.g4! Txf2 21.Dh7+−] 20...h5 21.h4 Ae7 22.f3 a5 23.a4 b5 24.g4 bxa4 25.Axa4 Tf6 26.The1 Tb8 27.g5? dona la casella f5 a l'alfil negre [27.Te4= Tfb6 28.b3] 27...Tfb6 28.b3 g6 29.d5? Af5 30.Txe7 Dxe7 31.Dc3 Rg8 32.Rb2 Tc8 33.Ac6 Dd6 34.Te1 a4 35.Da5 a3+ 36.Dxa3 Tbxc6 37.dxc6 Dxc6 38.c4 Ta8 39.De7 Da6 40.De2 Da3+ 41.Rc3 Da5+ 42.Rb2 Dc5 43.Rc3 Da5+ 44.Rb2 Db4? [44...Da3+ 45.Rc3 Tb8 46.Dd1 Da5+ 47.Rb2 Td8−+] 45.Ta1 [45.Dd1 Da3+ 46.Rc3 Tb8 47.Te5! Les blanques estan pitjor, però no perden immediatament] 45...Tb8 46.De3 Dxc4 47.Tc1 Dxh4 48.Dd2 Ae6 49.Tc3 Db4 50.Dc2 Af5 51.Dd2 Db7 52.Dd6 Db6 53.Dg3 Db5 54.Dg2 Te8 55.Tc4 Ad3 56.Rc3 Axc4 57.bxc4 Te3+ 58.Rd2 Db2+ 0–1
Dritte Partie 

1.e4 e5 2.f4 d6 3.Cf3 Ag4 4.Ac4 Cf6 5.c3 Axf3 6.Dxf3 Cc6 7.0-0 exf4 8.d4 g5 9.Axf4! gxf4 10.Dxf4 Ae7 11.e5 dxe5 12.dxe5 Dd7 13.exf6 Ac5+ 14.Rh1 0-0-0 15.b4 [15.Axf7] 15...Ad6 16.Df2 Rb8 17.Ca3 Thg8 18.Df5 Dxf5 19.Txf5 Ce5 20.Te1 Tg4 21.Ab3 Cd3 22.Tef1 Th4 23.h3 Ce5 24.Cb5 a6 25.Cxd6 cxd6+− 26.Td1 Rc7 27.Ad5 Tg8 28.Td4 Th6 29.a4 Tgg6 30.Tdf4 Tg3 31.Af3? Cxf3 32.Txf3 Txf3 33.Txf3 Rd7 34.Rh2 Re6 35.Rg3? [35.Te3+ Rxf6 36.Te8 and 37.Tb8] 35...Txf6 36.Txf6+ Rxf6 37.Rf4 d5? 38.a5? [38.h4! h6 (38...Re6 39.Rg5 Re5 40.Rh6+−) 39.g4 b6 40.h5! b5 41.a5 Re6 42.g5+−] 38...h6? [38...Re6! 39.Rg5 Re5 40.Rh6 Re4=] 39.g3? [39.g4 com en la variant prèvia] 39...Re6 40.h4 f5 41.Re3 Re5 42.h5 Re6 43.Rd4 Rd6 44.c4 dxc4 45.Rxc4 Rc6 46.Rd4 Rb5?? [46...Rd6=] 47.Rc3?? [47.Re5 Rxb4 48.Rxf5 Rxa5 49.g4 Rb5 50.g5 hxg5 51.h6+−] 47...b6 48.axb6 Rxb6 49.Rb3 Rb5 50.Rc3 Ra4?? [50...Rc6 51.Rc4 Rb6=] 51.Rc4 Ra3 52.b5 axb5+ 53.Rxb5 Rb3 54.Rc5 Rc3 55.Rd5 1–0
Vierte Partie 

1.e4 e5 2.Ac4 c6 3.Cc3 Cf6 4.d3 d5 5.exd5 cxd5 6.Ab5+ Cc6 7.Cf3 Ad6 8.De2?! 0-0 9.0-0? Cd4 10.Cxd4 exd4 11.Cd1 a6 [11...Da5!] 12.Aa4 b5 13.Ab3 Te8 14.Dd2 De7 15.c3 dxc3?! [15...De5! 16.f4 Dh5] 16.Cxc3? d4 17.Cd5? Cxd5 18.Axd5 De5 19.Axf7+ Rxf7 20.f4 De3+ 21.Rh1 Ab7 22.Dc2 De2 23.Db3+ Rf8 24.Tg1 Axg2+ 0–1